# Spaceman (Nick Jonas)
Spaceman è un singolo del cantante statunitense Nick Jonas, pubblicato come primo estratto dal suo quarto album in studio omonimo, in arrivo il 12 marzo 2021.

## Il brano
Jonas ha rivelato la futura pubblicazione di un nuovo album sui suoi account social l'8 febbraio. La pubblicazione del singolo omonimo è caduta il 25 febbraio 2021.
Alla domanda del perché di tale titolo, in un'intervista con Zane Lowe, Jonas ha risposto così: "La chiave è stata quella di cercare di dare corpo a questa idea, renderla una persona. Così è nato 'astronauta' perché ho pensato: 'Quale è la sensazione che più ci ha accomunato in questo periodo? Sentirsi completamente disconnessi dalla realtà".